# Sunny Deol
Sunny Deol (Sahnewal, 19 oktober 1956) is een Indiaas acteur die voornamelijk in Hindi films speelt.

## Biografie
Deol maakte zijn debuut met Betaab in 1983, de film Arjun uit 1985 werd een grote hit en gaf hem de status van actieheld. Hij leverde in de jaren '80 en '90 tal van zeer succesvolle actiefilms zoals, Dacait, Yateem, Paap Ki Duniya, Tridev, Chaalbaaz, Ghayal, Lootere, Darr, Jeet, Ghatak, Border en Ziddi.
Sunny Deol is de zoon van acteur Dharmendra, met wie hij een samen te zien was in Sultanat, Apne en de trilogie Yamla Pagla Deewana, in de laatste twee film speelde ook zijn jongere broer Bobby Deol, met wie hij ook samen te zien was in Dillagi, 23rd March 1931: Shaheed, Heroes en Poster Boys. Hij lanceerde in 2019 zijn zoon Karan Deol in de door hemzelf geregisseerde film Pal Pal Dil Ke Paas.
Zijn stiefmoeder is actrice Hema Malini door wie hij nog twee halfzusjes heeft, waaronder actrice Esha Deol.

## Filmografie
| Jaar | Film                            | Rol                                              | Opmerking                    |
| ---- | ------------------------------- | ------------------------------------------------ | ---------------------------- |
| 1983 | Betaab                          | Sunny Kapoor                                     |                              |
| 1984 | Sunny                           | Sunny Inderjit                                   |                              |
| 1984 | Manzil Manzil                   | Vijay (Sonu)                                     |                              |
| 1984 | Sohni Mahiwal                   | Mahiwal/Mirza Izzat                              |                              |
| 1985 | Arjun                           | Arjun Malvankar                                  |                              |
| 1985 | Zabardast                       | Sunder Kumar/Shyam                               |                              |
| 1986 | Sultanat                        | Sultan                                           |                              |
| 1986 | Saveray Wali Gaadi              | Ravidas                                          |                              |
| 1986 | Samundar                        | Ajit                                             |                              |
| 1987 | Dacait                          | Arjun Yadav                                      |                              |
| 1988 | Paap Ki Duniya                  | Suraj/Ashok                                      |                              |
| 1988 | Ram-Avtar                       | Ram                                              |                              |
| 1988 | Yateem                          | Krishna                                          |                              |
| 1988 | Inteqam                         | Ajay / Birju                                     |                              |
| 1989 | Vardi                           | Ajay Kumar Singh                                 |                              |
| 1989 | Joshilaay                       | Dara                                             |                              |
| 1989 | Tridev                          | Karan Saxena                                     |                              |
| 1989 | ChaalBaaz                       | Suraj                                            |                              |
| 1989 | Nigahen: Nagina deel II         | Anand                                            |                              |
| 1989 | Majboor                         | Sunil                                            |                              |
| 1989 | Main Tera Dushman               | Gopal                                            |                              |
| 1989 | Aag Ka Gola                     | Vikram Singh / Shankar 'Shaka'                   |                              |
| 1990 | Kroadh                          | Ajay Shukla                                      |                              |
| 1990 | Ghayal                          | Ajay Mehra                                       | ook producent                |
| 1990 | Badnam                          | zichzelf                                         | Bengaalse film, gastoptreden |
| 1991 | Vishnu-Devaa                    | Vishnu Prasad/ Vishnu Subramaniam/ Jack D'Souza  |                              |
| 1991 | Yodha                           | Karan Srivastav                                  |                              |
| 1991 | Shankara                        | Shankara                                         |                              |
| 1991 | Narsimha                        | Narsimha                                         |                              |
| 1992 | Vishwatma                       | Prabhat Singh                                    |                              |
| 1993 | Lootere                         | Karan Chopra                                     |                              |
| 1993 | Kshatriya                       | Vinay Pratap Singh                               |                              |
| 1993 | Damini                          | Govind Shrivastava                               |                              |
| 1993 | Izzat Ki Roti                   | Jeet                                             |                              |
| 1993 | Veerta                          | Mangal Singh                                     |                              |
| 1993 | Gunaah                          | Ravi Sohni                                       |                              |
| 1993 | Darr                            | Sunil Malhotra                                   |                              |
| 1994 | Insaniyat                       | Karim Lala                                       |                              |
| 1994 | Imtihaan                        | Raja                                             |                              |
| 1995 | Dushmani: A Violent Love Story  | Suraj Singh                                      |                              |
| 1995 | Angrakshak                      | Ajay                                             |                              |
| 1996 | Himmat                          | Ajay Saxena                                      |                              |
| 1996 | Jeet                            | Karan                                            |                              |
| 1996 | Ghatak: Lethal                  | Kashi Nath                                       |                              |
| 1996 | Ajay                            | Ajay                                             |                              |
| 1997 | Ziddi                           | Deva Pradhan                                     |                              |
| 1997 | Border                          | Kuldip Singh Chandpuri                           |                              |
| 1997 | Aur Pyaar Ho Gaya               | zichzelf                                         | gastoptreden                 |
| 1997 | Qahar                           | Raja                                             |                              |
| 1998 | Zor                             | Arjun Singh                                      |                              |
| 1998 | Salaakhen                       | Vishal Agnihotri                                 |                              |
| 1998 | Iski Topi Uske Sarr             | Bhangra danser                                   | gastoptreden                 |
| 1999 | Pyaar Koi Khel Nahin            | Anand                                            |                              |
| 1999 | Arjun Pandit                    | Arjun Dixit/ Arjun Pandit                        |                              |
| 1999 | Dillagi                         | Ranvir Singh                                     | ook regisseur                |
| 2000 | Champion                        | Rajveer Singh                                    |                              |
| 2001 | Farz                            | Karan Singh                                      |                              |
| 2001 | Gadar: Ek Prem Katha            | Tara Singh                                       |                              |
| 2001 | Yeh Raaste Hain Pyaar Ke        | Sagar                                            | gastoptreden                 |
| 2001 | Indian                          | Rajshekhar Azad                                  |                              |
| 2001 | Kasam                           | Shankar                                          |                              |
| 2002 | Maa Tujhhe Salaam               | Pratap Singh                                     |                              |
| 2002 | 23rd March 1931: Shaheed'       | Chandrashekhar Azad                              |                              |
| 2002 | Jaani Dushman: Ek Anokhi Kahani | Kara Saxena                                      |                              |
| 2002 | Karz: The Burden of Truth       | Suraj Singh                                      |                              |
| 2003 | Hero: Love Story of a Spy       | Arun Khanna/ Ajay Chakraborty/ Batra/ Wahid Khan |                              |
| 2003 | Kaise Kahoon Ke... Pyaar Hai    | Arjun Singh                                      | gastoptreden                 |
| 2003 | Jaal: The Trap                  | Ajay Kaul                                        |                              |
| 2003 | Khel – No Ordinary Game         | Rajveer                                          |                              |
| 2004 | Lakeer – Forbidden Lines        | Arjun Rana                                       |                              |
| 2004 | Rok Sako To Rok Lo              | Kabir Mukherjee                                  |                              |
| 2005 | Jo Bole So Nihaal               | Nihaal Singh                                     |                              |
| 2006 | Naksha                          | Veer Malhotra                                    |                              |
| 2006 | Teesri Aankh: The Hidden Camera | Arjun Singh                                      |                              |
| 2007 | Big Brother                     | Devdhar Gandhi/ Devdhar Sharma                   |                              |
| 2007 | Fool & Final                    | Munna                                            |                              |
| 2007 | Apne                            | Angad Singh Choudhary                            |                              |
| 2007 | Kaafila                         | Sameer Ahmed Khan                                |                              |
| 2008 | Tolly Lights                    |                                                  | Bengaalse film, gastoptreden |
| 2008 | Heroes                          | Vikram Shergill                                  |                              |
| 2009 | Fox                             | Yashwant Deshmukh                                |                              |
| 2009 | Punjab Gold                     |                                                  | Punjabi film                 |
| 2010 | Right Yaaa Wrong                | Ajay Shridhar                                    |                              |
| 2010 | Khuda Kasam                     | Hussain                                          |                              |
| 2010 | Hello Darling                   | Nikhil Bajaj                                     | gastoptreden                 |
| 2011 | Yamla Pagla Deewana             | Paramveer Singh Dhillon                          |                              |
| 2013 | Yamla Pagla Deewana 2           | Paramveer Singh Dhillon                          |                              |
| 2013 | Singh Saab the Great            | Saranjeet Talwar/ Singh Saab                     |                              |
| 2013 | Mahabharat                      | Bhima                                            | stemacteur                   |
| 2014 | Dishkiyaoon                     | Lakwa Gurjar                                     |                              |
| 2015 | I Love NY                       | Randhir Singh                                    |                              |
| 2016 | Ghayal Once Again               | Ajay Mehra                                       | ook regisseur                |
| 2017 | Poster Boys                     | Jagaavar Chaudhry                                |                              |
| 2018 | Yamla Pagla Deewana: Phir Se    | Pooran                                           |                              |
| 2018 | Mohalla Assi                    | Dharamnath Pandey                                |                              |
| 2018 | Bhaiaji Superhit                | Lal Bhaisahab Dubey                              |                              |
| 2019 | Blank                           | SS Dewan                                         |                              |
| 2019 | Pal Pal Dil Ke Paas             |                                                  | regisseur                    |
| 2022 | Chup: Revenge of the Artist     | Arvind Mathur                                    |                              |
| 2023 | Gadar 2                         | Tara Singh                                       |                              |
| 2025 | Jaat                            | Baldev Pratap Singh                              |                              |